# Pagaronia musashiana
Pagaronia musashiana är en insektsart som beskrevs av Hayashi och Yoshida 1995. Pagaronia musashiana ingår i släktet Pagaronia och familjen dvärgstritar. Inga underarter finns listade i Catalogue of Life.